# Élections cantonales de 1992 dans le Var
Les élections cantonales ont eu lieu les 22 et 29 mars 1992.
Lors de ces élections, 20 des 43 cantons du Var ont été renouvelés. Elles ont vu la reconduction de la majorité UDF dirigée par Maurice Arreckx, président du conseil général depuis 1985.

## Résultats à l’échelle du département
Répartition départementale des résultats (2e tour).
- PCF (10,03 %)
- PS (8,66 %)
- Majorité (2,68 %)
- Régionalistes (0,83 %)
- RPR (13,9 %)
- UDF (25,87 %)
- DVD (15,6 %)
- FN (22,43 %)

| Étiquette      | Étiquette                          | Premier tour | Premier tour | Second tour | Second tour | Sièges |
| Étiquette      | Étiquette                          | Voix         | %            | Voix        | %           | Sièges |
| -------------- | ---------------------------------- | ------------ | ------------ | ----------- | ----------- | ------ |
|                | Parti communiste français          | 23 021       | 10,88        | 18 464      | 10,03       | 1      |
|                | Parti socialiste                   | 22 367       | 10,57        | 15 947      | 8,66        | 2      |
|                | Majorité présidentielle            | 10 511       | 4,97         | 4 932       | 2,68        | 0      |
| Gauche         | Gauche                             | 55 899       | 26,42        | 39 343      | 21,37       | 3      |
|                |                                    |              |              |             |             |        |
|                | Front national                     | 48 552       | 22,95        | 41 295      | 22,43       | 0      |
|                | Union pour la démocratie française | 36 290       | 17,15        | 47 612      | 25,87       | 8      |
|                | Divers droite                      | 32 662       | 15,44        | 28 713      | 15,60       | 5      |
|                | Rassemblement pour la République   | 19 799       | 9,36         | 25 580      | 13,90       | 4      |
| Droite         | Droite                             | 137 303      | 64,90        | 143 200     | 77,80       | 17     |
|                |                                    |              |              |             |             |        |
|                | Les Verts                          | 12 558       | 5,94         |             |             |        |
|                | Génération écologie                | 4 150        | 1,96         |             |             |        |
| Écologistes    | Écologistes                        | 15 681       | 8,05         | 2 323       | 1,73        | 0      |
|                |                                    |              |              |             |             |        |
|                | Régionalistes                      | 1 644        | 0,78         | 1 523       | 0,83        | 0      |
|                |                                    |              |              |             |             |        |
| Inscrits       | Inscrits                           | 318700       | 100,00       | 311865      | 100,00      |        |
| Abstention     | Abstention                         | 98796        | 31,00        | 116561      | 37,38       |        |
| Votants        | Votants                            | 219904       | 69,00        | 195304      | 62,62       |        |
| Blancs et nuls | Blancs et nuls                     | 8350         | 3,80         | 11238       | 5,75        |        |
| Exprimés       | Exprimés                           | 211554       | 96,20        | 184066      | 94,25       |        |

## Résultats par canton

### Canton de Besse-sur-Issole
| Candidats      | Candidats      | Étiquette      | Premier tour | Premier tour |
| Candidats      | Candidats      | Étiquette      | Voix         | %            |
| -------------- | -------------- | -------------- | ------------ | ------------ |
|                | Hubert Falco*  | UDF            | 3 395        | 64,36        |
|                | Regis Dufresne | PCF            | 1 291        | 24,47        |
|                | Michèle Bigeat | FN             | 589          | 11,17        |
|                |                |                |              |              |
| Inscrits       | Inscrits       | Inscrits       | 6 825        | 100,00       |
| Abstention     | Abstention     | Abstention     | 1 301        | 19,06        |
| Votants        | Votants        | Votants        | 5 524        | 80,94        |
| Blancs et nuls | Blancs et nuls | Blancs et nuls | 249          | 4,51         |
| Exprimés       | Exprimés       | Exprimés       | 5 275        | 95,49        |

*sortant

### Canton de Brignoles
| Candidats      | Candidats        | Étiquette      | Premier tour | Premier tour | Second tour | Second tour |
| Candidats      | Candidats        | Étiquette      | Voix         | %            | Voix        | %           |
| -------------- | ---------------- | -------------- | ------------ | ------------ | ----------- | ----------- |
|                | Jacques Cestor*  | DVD            | 2 576        | 27,78        | 3 606       | 42,79       |
|                | Claude Gilardo   | PCF            | 1 783        | 19,23        | 3 108       | 36,88       |
|                | Monique Lesieur  | FN             | 1 764        | 19,02        | 1 708       | 20,27       |
|                | Yves Pelletier   | DVD            | 1 456        | 15,70        | 5           | 0,06        |
|                | Michel Malvicino | PS             | 949          | 10,23        |             |             |
|                | Dominique Thiant | Verts          | 746          | 8,04         |             |             |
|                |                  |                |              |              |             |             |
| Inscrits       | Inscrits         | Inscrits       | 13 365       | 100,00       | 13 365      | 100,00      |
| Abstention     | Abstention       | Abstention     | 3 659        | 27,38        | 4 423       | 33,09       |
| Votants        | Votants          | Votants        | 9 706        | 72,62        | 8 942       | 66,91       |
| Blancs et nuls | Blancs et nuls   | Blancs et nuls | 432          | 4,45         | 515         | 5,76        |
| Exprimés       | Exprimés         | Exprimés       | 9 274        | 95,55        | 8 427       | 94,24       |

*sortant

### Canton de Callas
| Candidats      | Candidats             | Étiquette      | Premier tour | Premier tour | Second tour | Second tour |
| Candidats      | Candidats             | Étiquette      | Voix         | %            | Voix        | %           |
| -------------- | --------------------- | -------------- | ------------ | ------------ | ----------- | ----------- |
|                | Pierre-Yves Collombat | PS             | 1 055        | 32,40        | 1 632       | 59,35       |
|                | Pierre Blanc          | PS             | 748          | 22,97        | Retrait     | Retrait     |
|                | Jean-Louis Hermet     | RPR            | 724          | 22,24        | 1 118       | 40,65       |
|                | Louis David           | FN             | 335          | 10,29        |             |             |
|                | Jean Raymond          | PCF            | 224          | 6,88         |             |             |
|                | Jean-Marie Monzat     | DVD            | 170          | 5,22         |             |             |
|                |                       |                |              |              |             |             |
| Inscrits       | Inscrits              | Inscrits       | 4 322        | 100,00       | 4 318       | 100,00      |
| Abstention     | Abstention            | Abstention     | 940          | 21,75        | 1 252       | 28,99       |
| Votants        | Votants               | Votants        | 3 382        | 78,25        | 3 066       | 71,01       |
| Blancs et nuls | Blancs et nuls        | Blancs et nuls | 126          | 3,73         | 316         | 10,31       |
| Exprimés       | Exprimés              | Exprimés       | 3 256        | 96,27        | 2 750       | 89,69       |

### Canton de Fréjus
| Candidats      | Candidats               | Étiquette      | Premier tour | Premier tour | Second tour | Second tour |
| Candidats      | Candidats               | Étiquette      | Voix         | %            | Voix        | %           |
| -------------- | ----------------------- | -------------- | ------------ | ------------ | ----------- | ----------- |
|                | Gilbert Lecat           | UDF            | 6 429        | 36,24        | 9 344       | 64,26       |
|                | Sylvain Ferrua          | FN             | 4 815        | 27,14        | 5 197       | 35,74       |
|                | Jean-René Etienne       | PS             | 1 830        | 10,32        |             |             |
|                | Pierre Barbe            | Verts          | 1 608        | 9,06         |             |             |
|                | René Espanol            | DVD            | 1 120        | 6,31         |             |             |
|                | Violette Girard-Derungs | DVD            | 1 111        | 6,26         |             |             |
|                | Claude Doret            | PCF            | 827          | 4,66         |             |             |
|                |                         |                |              |              |             |             |
| Inscrits       | Inscrits                | Inscrits       | 27 820       | 100,00       | 27 815      | 100,00      |
| Abstention     | Abstention              | Abstention     | 9 312        | 33,47        | 11 550      | 41,52       |
| Votants        | Votants                 | Votants        | 18 508       | 66,53        | 16 265      | 58,48       |
| Blancs et nuls | Blancs et nuls          | Blancs et nuls | 768          | 4,15         | 1724        | 10,60       |
| Exprimés       | Exprimés                | Exprimés       | 17 740       | 95,85        | 14 541      | 89,40       |

### Canton d'Hyères-Est
| Candidats      | Candidats             | Étiquette      | Premier tour | Premier tour | Second tour | Second tour |
| Candidats      | Candidats             | Étiquette      | Voix         | %            | Voix        | %           |
| -------------- | --------------------- | -------------- | ------------ | ------------ | ----------- | ----------- |
|                | Joseph Sercia*        | UDF            | 7 589        | 37,41        | 9 647       | 53,13       |
|                | Jean-Jacques Gérardin | FN             | 4 422        | 21,80        | 4 092       | 22,54       |
|                | Gaston Biancotto      | PS             | 3 154        | 15,55        | 4 418       | 24,33       |
|                | René Bonaldi          | DVD            | 1 648        | 8,12         |             |             |
|                | Michèle Dard          | GE             | 1 482        | 7,31         |             |             |
|                | Gilles Givelin        | PCF            | 963          | 4,75         |             |             |
|                | Anne Corlieu-Lavau De | Verts          | 944          | 4,65         |             |             |
|                | Edmond Schmitthausler | DVD            | 84           | 0,41         |             |             |
|                |                       |                |              |              |             |             |
| Inscrits       | Inscrits              | Inscrits       | 31 462       | 100,00       | 31 462      | 100,00      |
| Abstention     | Abstention            | Abstention     | 10 431       | 33,15        | 12 452      | 39,58       |
| Votants        | Votants               | Votants        | 21 031       | 66,85        | 19 010      | 60,42       |
| Blancs et nuls | Blancs et nuls        | Blancs et nuls | 745          | 3,54         | 853         | 4,49        |
| Exprimés       | Exprimés              | Exprimés       | 20 286       | 96,46        | 18 157      | 95,51       |

*sortant

### Canton de Lorgues
| Candidats      | Candidats           | Étiquette      | Premier tour | Premier tour | Second tour | Second tour |
| Candidats      | Candidats           | Étiquette      | Voix         | %            | Voix        | %           |
| -------------- | ------------------- | -------------- | ------------ | ------------ | ----------- | ----------- |
|                | Pierre Perrin       | UDF            | 2 301        | 33,52        | 3 124       | 47,53       |
|                | Barthélemy Mariani  | PS             | 1 696        | 24,71        | 2 596       | 39,50       |
|                | Emile Elbhar        | FN             | 1 247        | 18,16        | 852         | 12,96       |
|                | René Meissonnier    | PS             | 1 195        | 17,41        |             |             |
|                | Jean-Pierre Nardini | PCF            | 426          | 6,21         |             |             |
|                |                     |                |              |              |             |             |
| Inscrits       | Inscrits            | Inscrits       | 9 462        | 100,00       | 9 460       | 100,00      |
| Abstention     | Abstention          | Abstention     | 2 206        | 23,31        | 2 595       | 27,43       |
| Votants        | Votants             | Votants        | 7 256        | 76,69        | 6 865       | 72,57       |
| Blancs et nuls | Blancs et nuls      | Blancs et nuls | 391          | 5,39         | 293         | 4,27        |
| Exprimés       | Exprimés            | Exprimés       | 6 865        | 94,61        | 6 572       | 95,73       |

### Canton du Luc
| Candidats      | Candidats          | Étiquette      | Premier tour | Premier tour | Second tour | Second tour |
| Candidats      | Candidats          | Étiquette      | Voix         | %            | Voix        | %           |
| -------------- | ------------------ | -------------- | ------------ | ------------ | ----------- | ----------- |
|                | Jean-Louis Dieux*  | PS             | 2 960        | 38,04        | 3 697       | 48,89       |
|                | Norbert La Rosa    | RPR            | 2 333        | 29,98        | 3 750       | 49,59       |
|                | Robert Lalanne     | FN             | 1 684        | 21,64        | 115         | 1,52        |
|                | Maurice Gauthereau | PCF            | 452          | 5,81         |             |             |
|                | René Comas         | DVD            | 352          | 4,52         |             |             |
|                |                    |                |              |              |             |             |
| Inscrits       | Inscrits           | Inscrits       | 10 526       | 100,00       | 10 527      | 100,00      |
| Abstention     | Abstention         | Abstention     | 2 383        | 22,64        | 2 562       | 24,34       |
| Votants        | Votants            | Votants        | 8 143        | 77,36        | 7 965       | 75,66       |
| Blancs et nuls | Blancs et nuls     | Blancs et nuls | 362          | 4,45         | 403         | 5,06        |
| Exprimés       | Exprimés           | Exprimés       | 7 781        | 95,55        | 7 562       | 94,94       |

*sortant

### Canton du Muy
| Candidats      | Candidats              | Étiquette      | Premier tour | Premier tour | Second tour | Second tour |
| Candidats      | Candidats              | Étiquette      | Voix         | %            | Voix        | %           |
| -------------- | ---------------------- | -------------- | ------------ | ------------ | ----------- | ----------- |
|                | Michel Hamaide         | DVD            | 3 385        | 34,54        | 3 609       | 39,09       |
|                | Eric de Vernot de Jeux | FN             | 2 639        | 26,93        | 2 150       | 23,29       |
|                | Ateo Bralia            | PCF            | 2 133        | 21,76        | 1 950       | 21,12       |
|                | Jean-Paul Martin       | REG            | 1 644        | 16,77        | 1 523       | 16,50       |
|                |                        |                |              |              |             |             |
| Inscrits       | Inscrits               | Inscrits       | 14 470       | 100,00       | 14 470      | 100,00      |
| Abstention     | Abstention             | Abstention     | 4 099        | 28,33        | 4 996       | 34,53       |
| Votants        | Votants                | Votants        | 10 371       | 71,67        | 9 474       | 65,47       |
| Blancs et nuls | Blancs et nuls         | Blancs et nuls | 570          | 5,50         | 242         | 2,55        |
| Exprimés       | Exprimés               | Exprimés       | 9 801        | 94,50        | 9 232       | 97,45       |

### Canton d'Ollioules
| Candidats      | Candidats           | Étiquette      | Premier tour | Premier tour | Second tour | Second tour |
| Candidats      | Candidats           | Étiquette      | Voix         | %            | Voix        | %           |
| -------------- | ------------------- | -------------- | ------------ | ------------ | ----------- | ----------- |
|                | Ferdinand Bernhard* | UDF            | 5 939        | 34,40        | 9 829       | 68,92       |
|                | Bernard Lefevre     | FN             | 3 895        | 22,56        | 4 433       | 31,08       |
|                | Jacques Charbonnel  | DVD            | 2 125        | 12,31        |             |             |
|                | Guy Durbec          | PS             | 1 956        | 11,33        |             |             |
|                | Serge Callenes      | Verts          | 1 432        | 8,30         |             |             |
|                | Jean Charpail       | PS             | 1 004        | 5,82         |             |             |
|                | Dominique Canut     | PCF            | 912          | 5,28         |             |             |
|                |                     |                |              |              |             |             |
| Inscrits       | Inscrits            | Inscrits       | 26 775       | 100,00       | 26 775      | 100,00      |
| Abstention     | Abstention          | Abstention     | 8 848        | 33,05        | 11 057      | 41,30       |
| Votants        | Votants             | Votants        | 17 927       | 66,95        | 15 718      | 58,70       |
| Blancs et nuls | Blancs et nuls      | Blancs et nuls | 664          | 3,70         | 1 456       | 9,26        |
| Exprimés       | Exprimés            | Exprimés       | 17 263       | 96,30        | 14 262      | 90,74       |

*sortant

### Canton de Rians
| Candidats      | Candidats        | Étiquette      | Premier tour | Premier tour | Second tour | Second tour |
| Candidats      | Candidats        | Étiquette      | Voix         | %            | Voix        | %           |
| -------------- | ---------------- | -------------- | ------------ | ------------ | ----------- | ----------- |
|                | Maurice Janetti* | PS             | 2 154        | 44,62        | 2 774       | 64,80       |
|                | Paul Courtial    | DVD            | 966          | 20,01        | 1 507       | 35,20       |
|                | Yves Guis        | PS             | 855          | 17,71        | Retrait     | Retrait     |
|                | Patrice Lusseaux | FN             | 562          | 11,64        |             |             |
|                | Henri Negrel     | PCF            | 290          | 6,01         |             |             |
|                |                  |                |              |              |             |             |
| Inscrits       | Inscrits         | Inscrits       | 6 197        | 100,00       | 6 197       | 100,00      |
| Abstention     | Abstention       | Abstention     | 1 156        | 18,65        | 1 596       | 25,75       |
| Votants        | Votants          | Votants        | 5 041        | 81,35        | 4 601       | 74,25       |
| Blancs et nuls | Blancs et nuls   | Blancs et nuls | 214          | 4,25         | 320         | 6,96        |
| Exprimés       | Exprimés         | Exprimés       | 4 827        | 95,75        | 4 281       | 93,04       |

*sortant

### Canton de Saint-Maximin-la-Sainte-Baume
| Candidats      | Candidats      | Étiquette      | Premier tour | Premier tour | Second tour | Second tour |
| Candidats      | Candidats      | Étiquette      | Voix         | %            | Voix        | %           |
| -------------- | -------------- | -------------- | ------------ | ------------ | ----------- | ----------- |
|                | Emile Olivier* | DVD            | 3 622        | 37,51        | 3 962       | 46,56       |
|                | Pierre Coulomb | PS             | 2 254        | 23,34        | 2 799       | 32,89       |
|                | Gilles Perez   | FN             | 1 992        | 20,63        | 1 748       | 20,54       |
|                | Gérard Bleinc  | PCF            | 945          | 9,79         |             |             |
|                | Denis Moles    | Verts          | 843          | 8,73         |             |             |
|                |                |                |              |              |             |             |
| Inscrits       | Inscrits       | Inscrits       | 13 417       | 100,00       | 13 417      | 100,00      |
| Abstention     | Abstention     | Abstention     | 3 268        | 24,36        | 4 376       | 32,62       |
| Votants        | Votants        | Votants        | 10 149       | 75,64        | 9 041       | 67,38       |
| Blancs et nuls | Blancs et nuls | Blancs et nuls | 493          | 4,86         | 532         | 5,88        |
| Exprimés       | Exprimés       | Exprimés       | 9 656        | 95,14        | 8 509       | 94,12       |

*sortant

### Canton de Saint-Raphaël
| Candidats      | Candidats               | Étiquette      | Premier tour | Premier tour | Second tour | Second tour |
| Candidats      | Candidats               | Étiquette      | Voix         | %            | Voix        | %           |
| -------------- | ----------------------- | -------------- | ------------ | ------------ | ----------- | ----------- |
|                | René-Georges Laurin     | RPR            | 6 064        | 42,71        | 6 506       | 51,59       |
|                | Pierre Barisain-Monrose | FN             | 4 193        | 29,53        | 3 655       | 28,98       |
|                | Charles Laugier         | PS             | 2 099        | 14,78        | 2 449       | 19,42       |
|                | Jacques Miron           | Verts          | 1 013        | 7,13         |             |             |
|                | Maurice Fabre           | PCF            | 485          | 3,42         |             |             |
|                | Pierre Regottaz         | DVD            | 345          | 2,43         |             |             |
|                |                         |                |              |              |             |             |
| Inscrits       | Inscrits                | Inscrits       | 20 868       | 100,00       | 20 868      | 100,00      |
| Abstention     | Abstention              | Abstention     | 6 233        | 29,87        | 7 801       | 37,38       |
| Votants        | Votants                 | Votants        | 14 635       | 70,13        | 13 067      | 62,62       |
| Blancs et nuls | Blancs et nuls          | Blancs et nuls | 436          | 2,98         | 457         | 3,50        |
| Exprimés       | Exprimés                | Exprimés       | 14 199       | 97,02        | 12 610      | 96,50       |

### Canton de Saint-Tropez
| Candidats      | Candidats             | Étiquette      | Premier tour | Premier tour | Second tour | Second tour |
| Candidats      | Candidats             | Étiquette      | Voix         | %            | Voix        | %           |
| -------------- | --------------------- | -------------- | ------------ | ------------ | ----------- | ----------- |
|                | Jean-Michel Couve     | RPR            | 3 183        | 32,05        | 4 143       | 45,03       |
|                | Alain Spada           | DVD            | 2 367        | 23,83        | 3 923       | 42,64       |
|                | Albert Raphaël        | PS             | 1 785        | 17,97        | Retrait     | Retrait     |
|                | Jean-Louis Bouguereau | FN             | 1 653        | 16,64        | 1 135       | 12,34       |
|                | Alain Moreu           | GE             | 415          | 4,18         |             |             |
|                | Guy Dufiet            | Verts          | 271          | 2,73         |             |             |
|                | Jean-Pierre Charrault | PCF            | 257          | 2,59         |             |             |
|                |                       |                |              |              |             |             |
| Inscrits       | Inscrits              | Inscrits       | 14 227       | 100,00       | 14 228      | 100,00      |
| Abstention     | Abstention            | Abstention     | 4 013        | 28,21        | 4 666       | 32,79       |
| Votants        | Votants               | Votants        | 10 214       | 71,79        | 9 562       | 67,21       |
| Blancs et nuls | Blancs et nuls        | Blancs et nuls | 283          | 2,77         | 361         | 3,78        |
| Exprimés       | Exprimés              | Exprimés       | 9 931        | 97,23        | 9 201       | 96,22       |

### Canton de La Seyne-sur-Mer
| Candidats      | Candidats       | Étiquette      | Premier tour | Premier tour | Second tour | Second tour |
| Candidats      | Candidats       | Étiquette      | Voix         | %            | Voix        | %           |
| -------------- | --------------- | -------------- | ------------ | ------------ | ----------- | ----------- |
|                | Maurice Paul*   | PCF            | 4 419        | 29,28        | 6 485       | 43,50       |
|                | Charles Scaglia | UDF            | 4 419        | 29,28        | 6 217       | 41,70       |
|                | Claude Lecocq   | FN             | 3 199        | 21,19        | 2 206       | 14,80       |
|                | Luc Patentreger | Verts          | 1 408        | 9,33         |             |             |
|                | Jean-Luc Bruno  | PS             | 1 209        | 8,01         |             |             |
|                | Alain Radisson  | DVD            | 243          | 1,61         |             |             |
|                | Hubert Frison   | DVD            | 197          | 1,31         |             |             |
|                |                 |                |              |              |             |             |
| Inscrits       | Inscrits        | Inscrits       | 25 400       | 100,00       | 25 400      | 100,00      |
| Abstention     | Abstention      | Abstention     | 9 703        | 38,20        | 9 909       | 39,01       |
| Votants        | Votants         | Votants        | 15 697       | 61,80        | 15 491      | 60,99       |
| Blancs et nuls | Blancs et nuls  | Blancs et nuls | 603          | 3,84         | 583         | 3,76        |
| Exprimés       | Exprimés        | Exprimés       | 15 094       | 96,16        | 14 908      | 96,24       |

*sortant

### Canton de Six-Fours-les-Plages
| Candidats      | Candidats          | Étiquette      | Premier tour | Premier tour | Second tour | Second tour |
| Candidats      | Candidats          | Étiquette      | Voix         | %            | Voix        | %           |
| -------------- | ------------------ | -------------- | ------------ | ------------ | ----------- | ----------- |
|                | Jean-Claude Babize | DVD            | 3 811        | 26,50        | 6 719       | 50,09       |
|                | Philippe Estève*   | DVD            | 3 619        | 25,17        | 4 314       | 32,16       |
|                | Pierre Icard       | FN             | 3 240        | 22,53        | 2 382       | 17,76       |
|                | Jean Pesce         | PS             | 1 248        | 8,68         |             |             |
|                | Philippe Guinet    | Verts          | 1 202        | 8,36         |             |             |
|                | Serge Maccio       | PCF            | 981          | 6,82         |             |             |
|                | Jean-Marie Dubois  | DVD            | 279          | 1,94         |             |             |
|                | Roland Auvray      | DVD            | 0            | 0,00         |             |             |
|                |                    |                |              |              |             |             |
| Inscrits       | Inscrits           | Inscrits       | 21 790       | 100,00       | 21 790      | 100,00      |
| Abstention     | Abstention         | Abstention     | 6 982        | 32,04        | 7 693       | 35,31       |
| Votants        | Votants            | Votants        | 14 808       | 67,96        | 14 097      | 64,69       |
| Blancs et nuls | Blancs et nuls     | Blancs et nuls | 428          | 2,89         | 682         | 4,84        |
| Exprimés       | Exprimés           | Exprimés       | 14 380       | 97,11        | 13 415      | 95,16       |

*sortant

### Canton de Tavernes
| Candidats      | Candidats           | Étiquette      | Premier tour | Premier tour | Second tour | Second tour |
| Candidats      | Candidats           | Étiquette      | Voix         | %            | Voix        | %           |
| -------------- | ------------------- | -------------- | ------------ | ------------ | ----------- | ----------- |
|                | Louis Fabre*        | DVD            | 934          | 46,86        | 1 068       | 57,57       |
|                | Marc Meissel        | PS             | 415          | 20,82        | 514         | 27,71       |
|                | Alain Del Socorro   | FN             | 334          | 16,76        | 273         | 14,72       |
|                | Jacqueline Formenti | PCF            | 183          | 9,18         |             |             |
|                | Catherine Apostolo  | Verts          | 127          | 6,37         |             |             |
|                |                     |                |              |              |             |             |
| Inscrits       | Inscrits            | Inscrits       | 2 715        | 100,00       | 2 715       | 100,00      |
| Abstention     | Abstention          | Abstention     | 647          | 23,83        | 789         | 29,06       |
| Votants        | Votants             | Votants        | 2 068        | 76,17        | 1 926       | 70,94       |
| Blancs et nuls | Blancs et nuls      | Blancs et nuls | 75           | 3,63         | 71          | 3,69        |
| Exprimés       | Exprimés            | Exprimés       | 1 993        | 96,37        | 1 855       | 96,31       |

*sortant

### Canton de Toulon-2
| Candidats      | Candidats              | Étiquette      | Premier tour | Premier tour | Second tour | Second tour |
| Candidats      | Candidats              | Étiquette      | Voix         | %            | Voix        | %           |
| -------------- | ---------------------- | -------------- | ------------ | ------------ | ----------- | ----------- |
|                | Emile Granier*         | UDF            | 2 927        | 30,30        | 4 666       | 61,27       |
|                | Jean-Claude Lunardelli | FN             | 2 980        | 30,85        | 2 950       | 38,73       |
|                | Danielle de March      | PCF            | 1 249        | 12,93        |             |             |
|                | Michel Casanova        | Verts          | 1 087        | 11,25        |             |             |
|                | Raymond Duvivier       | PS             | 1 041        | 10,78        |             |             |
|                | Christian Albert       | DVD            | 376          | 3,89         |             |             |
|                |                        |                |              |              |             |             |
| Inscrits       | Inscrits               | Inscrits       | 15 258       | 100,00       | 15 258      | 100,00      |
| Abstention     | Abstention             | Abstention     | 5 228        | 34,26        | 6 834       | 44,79       |
| Votants        | Votants                | Votants        | 10 030       | 65,74        | 8 424       | 55,21       |
| Blancs et nuls | Blancs et nuls         | Blancs et nuls | 370          | 3,69         | 808         | 9,59        |
| Exprimés       | Exprimés               | Exprimés       | 9 660        | 96,31        | 7 616       | 90,41       |

*sortant

### Canton de Toulon-5
| Candidats      | Candidats                | Étiquette      | Premier tour | Premier tour | Second tour | Second tour |
| Candidats      | Candidats                | Étiquette      | Voix         | %            | Voix        | %           |
| -------------- | ------------------------ | -------------- | ------------ | ------------ | ----------- | ----------- |
|                | Marcel Massi*            | UDF            | 1 274        | 34,63        | 1 850       | 59,97       |
|                | Jean-Marie Le Chevallier | FN             | 1 191        | 32,37        | 1 235       | 40,03       |
|                | Gérard Estragon          | PS             | 358          | 9,73         |             |             |
|                | Guy Le Berre             | GE             | 238          | 6,47         |             |             |
|                | Jacques Croidieu         | DVD            | 217          | 5,90         |             |             |
|                | Richard Deltaglia        | PCF            | 212          | 5,76         |             |             |
|                | Fabien Not               | Verts          | 152          | 4,13         |             |             |
|                | Oswald Busolini          | DVD            | 37           | 1,01         |             |             |
|                |                          |                |              |              |             |             |
| Inscrits       | Inscrits                 | Inscrits       | 6 409        | 100,00       | 6 409       | 100,00      |
| Abstention     | Abstention               | Abstention     | 2 631        | 41,05        | 3 093       | 48,26       |
| Votants        | Votants                  | Votants        | 3 778        | 58,95        | 3 316       | 51,74       |
| Blancs et nuls | Blancs et nuls           | Blancs et nuls | 99           | 2,62         | 231         | 6,97        |
| Exprimés       | Exprimés                 | Exprimés       | 3 679        | 97,38        | 3 085       | 93,03       |

*sortant

### Canton de Toulon-9
| Candidats      | Candidats           | Étiquette      | Premier tour | Premier tour | Second tour | Second tour |
| Candidats      | Candidats           | Étiquette      | Voix         | %            | Voix        | %           |
| -------------- | ------------------- | -------------- | ------------ | ------------ | ----------- | ----------- |
|                | Paul Orsini*        | UDF            | 2 017        | 36,00        | 2 935       | 65,12       |
|                | Elisabeth Delattre  | FN             | 1 680        | 29,99        | 1 572       | 34,88       |
|                | Robert Gaia         | PS             | 916          | 16,35        |             |             |
|                | Christian Castillon | Verts          | 600          | 10,71        |             |             |
|                | Philippe Arcamone   | PCF            | 389          | 6,94         |             |             |
|                |                     |                |              |              |             |             |
| Inscrits       | Inscrits            | Inscrits       | 9 189        | 100,00       | 9 188       | 100,00      |
| Abstention     | Abstention          | Abstention     | 3 352        | 36,48        | 4 257       | 46,33       |
| Votants        | Votants             | Votants        | 5 837        | 63,52        | 4 931       | 53,67       |
| Blancs et nuls | Blancs et nuls      | Blancs et nuls | 235          | 4,03         | 424         | 8,60        |
| Exprimés       | Exprimés            | Exprimés       | 5 602        | 95,97        | 4 507       | 91,40       |

*sortant

### Canton de La Valette-du-Var
| Candidats      | Candidats                | Étiquette      | Premier tour | Premier tour | Second tour | Second tour |
| Candidats      | Candidats                | Étiquette      | Voix         | %            | Voix        | %           |
| -------------- | ------------------------ | -------------- | ------------ | ------------ | ----------- | ----------- |
|                | Jacques Roux*            | RPR            | 7 495        | 29,99        | 10 063      | 44,57       |
|                | Eugène Rossignol-Gicquel | FN             | 6 138        | 24,56        | 5 592       | 24,77       |
|                | Yvon Robert              | PCF            | 4 600        | 18,41        | 6 921       | 30,66       |
|                | Maurice Franceschi       | GE             | 2 015        | 8,06         |             |             |
|                | Georges Randon           | PS             | 1 997        | 7,99         |             |             |
|                | Pierre Segony            | DVD            | 1 622        | 6,49         |             |             |
|                | Lionel Bidu              | Verts          | 1 125        | 4,50         |             |             |
|                |                          |                |              |              |             |             |
| Inscrits       | Inscrits                 | Inscrits       | 38 203       | 100,00       | 38 203      | 100,00      |
| Abstention     | Abstention               | Abstention     | 12 404       | 32,47        | 14 660      | 38,37       |
| Votants        | Votants                  | Votants        | 25 799       | 67,53        | 23 543      | 61,63       |
| Blancs et nuls | Blancs et nuls           | Blancs et nuls | 807          | 3,13         | 967         | 4,11        |
| Exprimés       | Exprimés                 | Exprimés       | 24 992       | 96,87        | 22 576      | 95,89       |

*sortant